# Montefrío
Montefrío là một đô thị trong tỉnh Granada, Tây Ban Nha.